# Colletes creticus
Colletes creticus är en biart som beskrevs av Noskiewicz 1936. Colletes creticus ingår i släktet sidenbin, och familjen korttungebin. Inga underarter finns listade i Catalogue of Life.